# Kajkavsko spravišče
Kajkavsko spravišče je društvo za širenje i unaprjeđivanje znanosti i umjetnosti. Krovna je ustanova kajkavskog narječja hrvatskog jezika, književnosti i kulture. Ovo društvo izdaje časopis Kaj od 1968. godine.
2018. godine Kajkavsko je spravišče izdalo prvi prijevod znanoga Malog princa na kajkavštini s mentorstvom i suautorstvom prof. dr. Đure Blažeke.

## Vanjske poveznice
- Kajkavsko spravišče